# Вернон, Урсула
Урсула Вернон (также известная под псевдонимом Т. Кингфишер) (род. 28 мая 1977[…], Япония) — американская писательница, художница и иллюстратор. Получила признание как автор графических романов и романов в жанре фэнтези.
Является обладательницей премий Хьюго за графический роман «Диггер» и роман в стиле фэнтези «Крапива и кость», премии Небьюла за рассказ «Jackalope Wives», премий Локус за роман в жанре хоррор «What Moves the Dead» и за роман для подростков «A Wizard's Guide to Defensive Baking», Мифопоэтических премий за вклад во взрослую и детскую литературу, а также ряда других премий.
Среди произведений Вернон для детей можно отметить романы «Принцесса-хомяк» и «Дыхание дракона». Для книг для старшей аудитории использует псевдоним Т. Кингфишер (англ. T. Kingfisher).

## Карьера
Выросла в Орегоне и Аризоне. Изучала антропологию в колледже Макалестер в Сент-Поле, штат Миннесота, где заинтересовалась живописью. Вскоре получила первую известность благодаря своим веб-комиксам, работала как художник-фрилансер, создавая работы с изображением антропоморфных животных. Затем занялась написанием и иллюстрированием ряда детских книг, первая из которых была опубликована в 2008 году, а затем и книг для взрослых под псевдонимом Т. Кингфишер